# جو السباك
جو السباك (بالإنجليزية: Joe the Plumber)‏ مواطن أمريكي من ولاية أوهايو عمل في مهنة السباكة. استخدمه المرشح الجمهوري للانتخابات الرئاسية الأمريكية 2008 جون ماكين في حملته الانتخابية كمثال للمواطن الأمريكي العادي من الطبقة المتوسطة وما سيعانيه من حكم المرشح الديمقراطي باراك أوباما إذا ما انتصر الأخير في الانتخابات حيث سيعاني جو السباك من خطة أوباما لزيادة الضرائب. اعتبره كثير من الأمريكيين منافقًا حيث أظهرت تقارير تفيد أن جو لم يكن يحمل رخصة لممارسة المهنة (السباكة) ولا ينتمي لنقابة السباكين أصلً،ا وقد قال جو السباك أنه لا يعرف من ينتخبه علمًا أنه مسجل في القوائم الانتخابية على أنه جمهوري وشارك في الانتخابات التمهيدية الجمهورية حسب ما أفادت صحيفة «توليدو بلايد» الصادرة في أوهايو صاحبة التقرير. وجدير بالذكر أن خطة أوباما الضريبية كانت رفع الضرائب على من يصل دخله إلى 250 ألف دولار أو أكثر سنويًا، وجو السباك بعيد عن هذا الدخل كما أنه متهرب عن دفع الضرائب مرات عديدة وقد قال لمصلحة الضريبة أن دخله يصل إلى 40 ألف دولار أي انه مشمول بتخفيض الضرائب في خطة أوباما.